# Благодатне (зупинний пункт)
Благодатне (до 2025 року — Петрівське) — пасажирський зупинний пункт Одеської дирекції Одеської залізниці на неелектрифікованій лінії Херсон — Миколаїв між станцією Копані та роз'їздом Чеховичі. Розташований в селі Благодатне Херсонського району Херсонської області.

## Історія
17 січня 2025 року постановою Кабінету Міністрів України зупинний пункт Петрівське перейменовано на Благодатне.